# Rhinophis punctatus
Espèce
Rhinophis punctatus est une espèce de serpents de la famille des Uropeltidae. 

## Répartition
Cette espèce est endémique du Sri Lanka.

## Publication originale
- Müller, 1832 : Beiträge zur Anatomie und Naturgeschichte der Amphibien in Tiedemann & Treviarnus,1832 : Zeitschrift für Physiologie, Heidelberg, Leipzig, vol. 4, p. 190-275 (texte intégral).